# Синдија
Синдија (итал. Sindia) је насеље у Италији у округу Нуоро, региону Сардинија.
Према процени из 2011. у насељу је живело 1801 становника. Насеље се налази на надморској висини од 507 м.

## Становништво
Према резултатима пописа становништва 2011. у општини је живело 1.811 становника.
| 1931. | 1936. | 1951. | 1961. | 1971. | 1981. | 1991. | 2001. | 2011. |
| ----- | ----- | ----- | ----- | ----- | ----- | ----- | ----- | ----- |
| 2.509 | 2.591 | 2.705 | 2.877 | 2.334 | 2.362 | 2.233 | 1.971 | 1.811 |